# 沙里院青年站
沙里院青年站（朝鲜语：／ Sariwŏn Ch'ongnyŏn yŏk */?）是位于朝鮮民主主義人民共和國黄海北道沙里院市的一個鐵路車站。1906年隨京義線通車啟用。同时也是黄海青年线、殷栗线起点站。

## 车站周边
- 沙里院競技場
- 沙里院3.8旅館
- 沙里院地质大学
- 沙里院第二师范大学

## 邻近车站
- 平釜线

正方里站 - 沙里院青年站 - 东沙里院站
- 黄海青年线

沙里院青年站 - 松山站
- 殷栗线

沙里院青年站 - 松山站